# Inundaciones de Petrópolis de 2022
Las inundaciones de Petrópolis de 2022 fueron una serie de inundaciones acontecidas en la ciudad de Petrópolis, estado de Río de Janeiro. El 15 de febrero de 2022, las intensas lluvias causaron desprendimientos de tierra y otros daños en la ciudad. Al menos 152 personas murieron en el desastre.

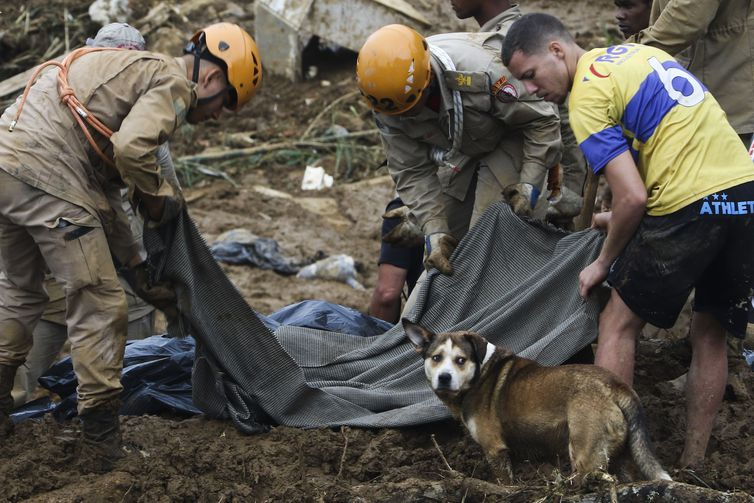
Primeros intervinientes en una operación de rescate

## Evento
En dicha fecha la ciudad de Petrópolis recibió una cantidad inusualmente alta de lluvia en tres horas de 258 milímetros. Esta cantidad fue mayor que la de los 30 días anteriores juntos, y la peor que la ciudad había visto desde 1932. Según el Cemaden, de la lluvia registrada durante ese día, 250 milímetros se registraron entre las 16:20 y las 19:20 horas. La normalidad climatológica para el mes de febrero era de 185 milímetros. Fue la mayor tormenta de la historia de Petrópolis, desde que comenzaron las mediciones en 1932. El récord anterior había ocurrido el 20 de agosto de 1952, cuando llovió 168,2 milímetros en 24 horas.
El alto nivel de precipitaciones provocó inundaciones dentro de la ciudad, así como la desestabilización de la ladera de la montaña, causando deslizamientos de tierra. Los vídeos de la catástrofe se compartieron ampliamente en las redes sociales, mostrando coches y casas arrastrados por los desprendimientos. Hasta ahora han muerto al menos 152 personas según los reportes.

## Reacciones
El Ayuntamiento de Petrópolis declaró tres días de luto.
Cláudio Castro, gobernador del estado de Río de Janeiro, comparó la situación con la de una zona de guerra: «La situación es casi como una guerra... Coches colgados de los postes, coches volcados, mucho barro y agua todavía».
El presidente Jair Bolsonaro, que se encontraba en un viaje diplomático a Rusia y Hungría en el momento de la inundación, expresó su solidaridad con la ciudad. Más tarde se confirmó que Bolsonaro visitaría Petrópolis a su regreso a Brasil. El gobierno federal brasileño también anunció que daría 2,3 millones de reales a la ciudad.
El Ministerio de Salud declaró que ayudaría a la situación proporcionando recursos médicos. También informaron que 13 Unidades Básicas de Salud (UBS) y una Unidad de Atención de Emergencia (UPA) fueron dañadas por las inundaciones.